# Anne van Veen
Anne Marije van Veen (Gouda, 30 juni 1983) is een Nederlands kleinkunstzangeres. 

## Carrière
Tijdens haar studie aan de Amsterdamse Toneelschool en Kleinkunstacademie deed Van Veen mee aan diverse projecten. Zo vertolkte zij Karlijn Tromp in de muzikale komedie gebaseerd op Jan, Jans en de kinderen, speelde ze mee in de toneeldocumentaire Stuff Happens en speelde ze een solovoorstelling op het Voorkamerfestival in Darling (Zuid-Afrika). In de zomer van 2006 studeerde ze af. 

### Lied 'Anne'
In 1986 bracht vader Herman van Veen de single Anne uit, die onder andere de geboorte en het opgroeien van zijn dochter Anne beschrijft. 21 jaar later stond Anne van Veen in de theaters met een liedjesprogramma onder dezelfde titel, waarin ze vertelde over haar volwassen worden en het verlangen naar de onbevangenheid tijdens haar kinderjaren.

### Programma 'Wilde Lucht'
In het programma Wilde Lucht stond de grilligheid van alles en iedereen, inclusief die van Van Veen zelf, centraal. Hiermee stond ze in 2010-2011 op het podium.

### RomanWie ik aan het zijn was
In 2015 publiceerde Van Veen de autobiografische roman Wie ik aan het zijn was, over haar relatie met haar docent Jappe Claes tijdens haar studie aan de toneelschool.

### Nasynchronisatie
In 2024 sprak Van Veen de stem in van director Rockwell voor de bioscoopfilm Sonic the Hedgehog 3.

## Privé
Anne van Veen is een dochter van zanger Herman van Veen en actrice Marlous Fluitsma; actrice Babette van Veen is haar halfzus. In 2015 is zij getrouwd met Han Bosman.